# ドゥイリオ・ダビーノ
ドゥイリオ・セサル・ヘアン・ピエール・ダビーノ・ロドリゲス（Duilio César Jean Pierre Davino Rodríguez、1976年3月21日 - ）は、メキシコの元サッカー選手。元メキシコ代表。ポジションはディフェンダー。

## 来歴
1996年にCONCACAFゴールドカップでメキシコ代表デビュー、全4試合に出場し優勝した。1998 CONCACAFゴールドカップでも全4試合に出場し優勝、2連覇を達成した。1998 FIFAワールドカップでも全4試合に出場した。2006年までに85試合に出場、2得点をあげた。

## 代表歴

### 出場大会
- メキシコ代表
  - 1998 FIFAワールドカップ

### 試合数
- 国際Aマッチ 85試合 2得点（1996年-2006年）[1]

| メキシコ代表 | 国際Aマッチ | 国際Aマッチ |
| 年           | 出場        | 得点        |
| ------------ | ----------- | ----------- |
| 1996         | 14          | 0           |
| 1997         | 20          | 0           |
| 1998         | 14          | 0           |
| 1999         | 1           | 0           |
| 2000         | 9           | 1           |
| 2001         | 10          | 0           |
| 2002         | 0           | 0           |
| 2003         | 6           | 0           |
| 2004         | 8           | 1           |
| 2005         | 1           | 0           |
| 2006         | 2           | 0           |
| 通算         | 85          | 2           |